# Phoenix (voilier)
Pour les articles homonymes, voir Phoenix.
Le Phoenix est un brick construit au Danemark en 1929. Il porta aussi les noms de : Anna, Palmeto, Jørgen Peter, Karma, Skibladner, Adella, Gabriel.
Il fut rénové pour l'industrie cinématographique, dans les chantiers de Charlestown Harbour Royaume-Uni.

## Histoire

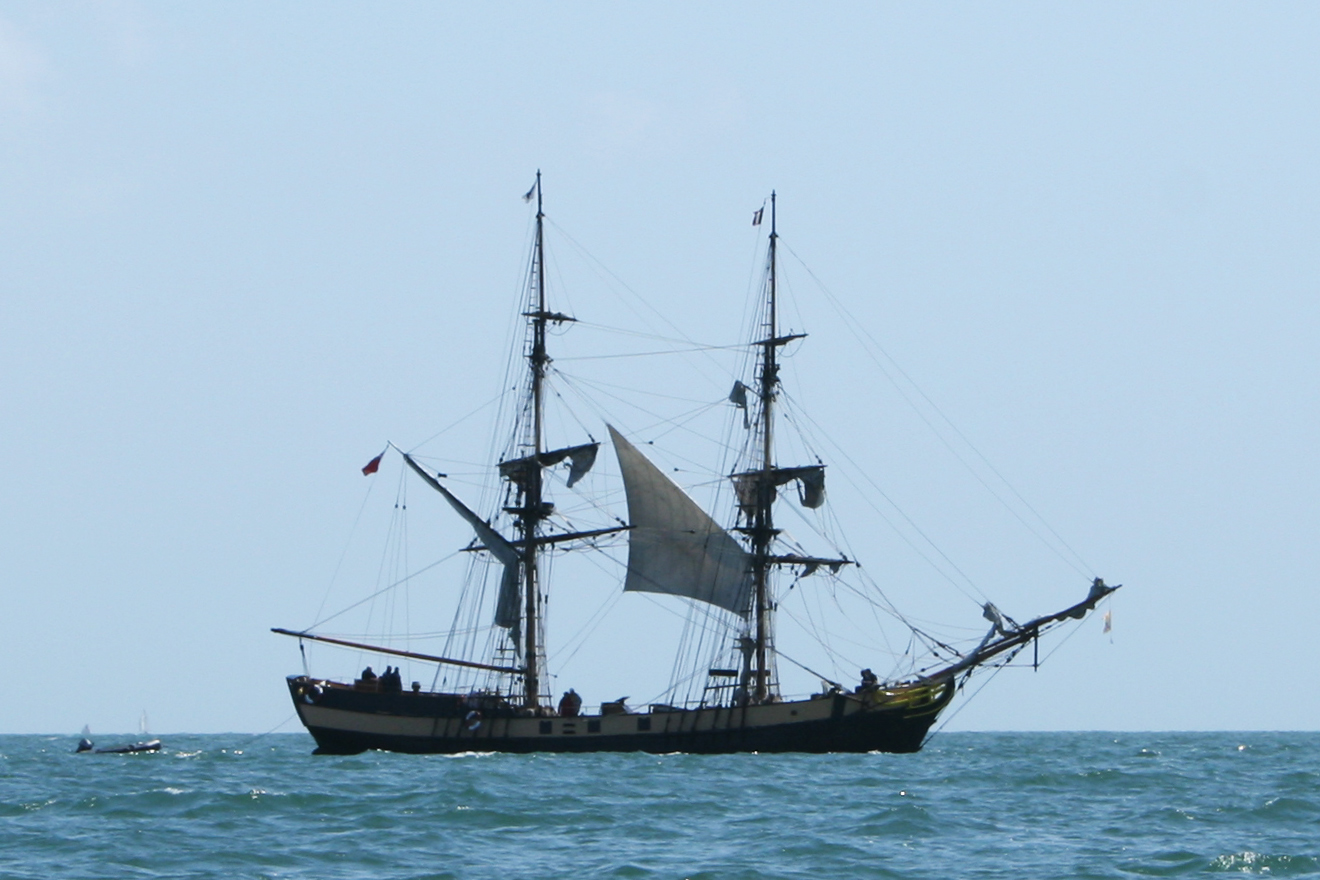
Le Phoenix

Reconstitution d'un navire danois du XVIIIe siècle, il a commencé sa carrière comme schooner d'une mission évangélique danoise.
Il est devenu, dans les années 1950, un caboteur en mer du Nord.
En 1974, il est converti en brigantin puis racheté, en 1988 par The Square Sail Fleet qui possède aussi le Earl of Pembroke et le Kaskelot. Cette flotte a été soigneusement reconstituée pour servir lors de tournages de films.
En 1991, le Phoenix est devenu la caraque du XVe siècle Santa Maria lors du tournage du film franco-britannico-espagnol 1492 : Christophe Colomb (1992), réalisé par Ridley Scott. Le bateau a été connu sous ce nom de Santa Maria jusqu'en 1996, où il a repris son nom de Phoenix. Il apparaît pour des scènes lointaines dans le film américain Au cœur de l'océan (2015), réalisé par Ron Howard, dans le Napoléon de Ridley Scott (2023) et dans les séries Outlander, Poldark et Doctor Who.
Il a participé, en 2005, aux célébrations du 200e anniversaire de la bataille de Trafalgar à Portsmouth, et en 2025 à celles du millénaire de la ville de Caen en Normandie.
Il participe généralement aux grands rassemblements de voiliers. Outre ses services pour le cinéma, il offre des croisières avec ses 6 cabines passagers, des formations d’apprentis marins aux amateurs de gréements anciens.
Les trois bateaux de la Square Ship Fleet sont présents à Brest 2008.
Le Phoenix abandonne son pavillon danois pour passer sous pavillon français en avril 2024, et son port d'attache, initialement à  Charleston, en Cornouailles, est relocalisé à Port-Haliguen. Le bateau, racheté par deux armateurs français, Yannick Berdellou et Yannick Arz, est géré conjointement par l'association de préservation du patrimoine maritime, Les Voiles Océane.